# آيت قسو (جانتن)
آيت قسو هو دُوَّار يقع بجماعة حودران، إقليم الخميسات، جهة الرباط سلا القنيطرة في المملكة المغربية. ينتمي الدوّار لمشيخة جانتن التي تضم 3 دواوير. يقدر عدد سكانه بـ 444 نسمة حسب الإحصاء الرسمي للسكان والسكنى لسنة 2004.

## وصلات خارجية
- البوابة الوطنية للجماعات الترابية
- المندوبية السامية للتخطيط